# Марракешская декларация
Марракешская декларация (араб. إعلان مراكش‎) — официальное заявление, сделанное в январе 2016 более чем 250 мусульманскими духовными лидерами в защиту прав религиозных меньшинств в преимущественно исламских странах. Декларация была сделана в Марокко и на её оглашении присутствовали представители притесняемых религиозных сообществ, включая католиков-халдеев из Ирака. Проходившая в то время концеференция, где была принята декларация, была созвана в ответ на действия Исламского государства, направленные против религиозных меньшинств. Прообразом декларации стала Конституция Медины. Король Марокко Мухаммед VI заявил, что не потерпит нарушения в Королевстве прав религиозных меньшинств во имя ислама.

## Реакция
Несмотря на в целом положительную реакцию к Марракешской декларации, политические комментаторы призвали к тому, чтобы обеспечить защиту религиозных меньшинств не на словах, а на деле, и раскритиковали нарушения религиозной свободы в Марокко, а также в других странах, таких как Саудовская Аравия, описанной как самой репрессивной к христианам страны